# 江口夏実
江口 夏実（えぐち なつみ、1983年 - ）は、日本の漫画家。女性。東京都葛飾区出身。夏生まれ。

## 略歴・人物
- 女子美術大学芸術学部絵画科日本画専攻卒業[4]。
- 会社員を経て、2010年、『非日常的な何気ない話』で第57回ちばてつや賞一般部門佳作を受賞。同年、その中の一編である「鬼」に登場した「鬼灯」を主人公にした『地獄の沙汰とあれやこれ』が『モーニング』に掲載されデビューする[4]。
- 好評により『鬼灯の冷徹』とタイトルを改めて、2011年3月から2020年6号まで連載。2021年に同作が第52回星雲賞コミック部門を受賞[5]。
- 尊敬する漫画家は水木しげる[2]と岡田あーみん[6]。

## 作品リスト

### 漫画

#### 連載
- 鬼灯の冷徹[7]（2011年 - 2020年、『モーニング』連載、講談社、全31巻）
- 出禁のモグラ（2021年 - 、『モーニング』連載、講談社、既刊10巻）

#### 読み切り
- ぬえはどうみえる？（2020年、『月刊アフタヌーン』、講談社）
- 閣下とヤンス（2021年、『LaLa DX』5月号、白泉社）
- エクソシストは顔採用にしておけ（2021年、『LaLa DX』7月号、白泉社）

#### 装画
- 大正地獄浪漫（2018年[8] - 2020年、著：一田和樹、星海社、全4巻）
- ストーリーマスターズシリーズ（2022年[9] - 、著：廣嶋玲子、講談社、既刊6巻）

### エンドカード
- 鬼物語（其ノ肆イラスト）